# Channel One Cup 2017
50. edycja turnieju Karjala Cup była rozgrywana w dniach 13-17 grudnia 2017 roku. Brało w nim udział sześć reprezentacji: Czech, Szwecji, Finlandii, Rosji, Kanady i  Korei Południowej. Każdy zespół rozegrał po trzy spotkania, łącznie odbyło się dziewięć meczów. Osiem spotkań rozegrano w hali VTB Ice Palace w Moskwie, a jeden mecz odbył się w czeskiej Pradze w hali O2 Arena. Turniej był drugim, zaliczanym do klasyfikacji Euro Hockey Tour w sezonie 2017/2018.

## Wyniki
| 13 grudnia 2017 | Czechy | 3:2 pd. | Finlandia | O2 Arena, Praga |

| Szczegóły      | Szczegóły                                                         | Szczegóły            | Szczegóły                                       | Szczegóły                                                                                            |
| -------------- | ----------------------------------------------------------------- | -------------------- | ----------------------------------------------- | --- |
| Godzina: 18:30 | M. Růžička (PP) 52:15 M. Růžička (EQ) 53:37 M. Růžička (PP) 61:04 | (0:2, 0:0, 2:0, 1:0) | 05:45 (EQ) S. Manninen 19:09 (EQ) J. Kemppainen | Widzów: 16227 Sędzia główny: Linus Öhlund Markus Linde Sędziowie liniowi: Tomáš Brejcha Jiří Svoboda |
| Godzina: 18:30 | 10 min. kar                                                       |                      | 10 min. kar                                     | Widzów: 16227 Sędzia główny: Linus Öhlund Markus Linde Sędziowie liniowi: Tomáš Brejcha Jiří Svoboda |

| 13 grudnia 2017 | Kanada | 4:2 | Korea Południowa | VTB Ice Palace, Moskwa |

| Szczegóły      | Szczegóły                                                                               | Szczegóły       | Szczegóły                                       | Szczegóły |
| -------------- | --------------------------------------------------------------------------------------- | --------------- | ----------------------------------------------- | --- |
| Godzina: 19:30 | M. Frattin (EQ) 02:57 M. Gragnani (PP) 30:19 W. Wolski (EQ) 32:01 Q. Howden (ENG) 59:28 | (1:2, 2:0, 1:0) | 05:01 (EQ) K. Sang-wook 17:44 (EQ) K. Sang-wook | Widzów: 4882 Sędzia główny: Roman Gofman Konstantin Olenin Sędziowie liniowi: Nikita Szałagin Dmitry Sziszło |
| Godzina: 19:30 | 2 min. kar                                                                              |                 | 10 min. kar                                     | Widzów: 4882 Sędzia główny: Roman Gofman Konstantin Olenin Sędziowie liniowi: Nikita Szałagin Dmitry Sziszło |

| 14 grudnia 2017 | Szwecja | 1:3 | Rosja | VTB Ice Palace, Moskwa |

| Szczegóły      | Szczegóły                | Szczegóły       | Szczegóły                                                       | Szczegóły |
| -------------- | ------------------------ | --------------- | --------------------------------------------------------------- | --- |
| Godzina: 19:30 | F. Pettersson (EQ) 09:24 | (1:1, 0:1, 0:1) | S. Kalinin (EQ) 12:52 S. Wojnow (EQ) 34:13 N. Gusiew (PS) 41:56 | Widzów: 11781 Sędzia główny: Anssi Salonen Aleksi Rantala Sędziowie liniowi: Gleb Łazarow Aleksander Otmachow |
| Godzina: 19:30 | 12 min. kar              |                 | 6 min. kar                                                      | Widzów: 11781 Sędzia główny: Anssi Salonen Aleksi Rantala Sędziowie liniowi: Gleb Łazarow Aleksander Otmachow |

| 15 grudnia 2017 | Finlandia | 4:1 | Korea Południowa | VTB Ice Palace, Moskwa |

| Szczegóły      | Szczegóły                                                                                  | Szczegóły       | Szczegóły             | Szczegóły                                                                                              |
| -------------- | ------------------------------------------------------------------------------------------ | --------------- | --------------------- | --- |
| Godzina: 15:00 | S. Manninen (EQ) 10:37 P. Kontiola (EQ) 17:23 J. Jokipakka (EQ) 18:31 J. Ikonen (EQ) 41:14 | (3:1, 0:0, 1:0) | 10:10 (EQ) K. Ki-sung | Widzów: 2418 Sędzia główny: Pavel Hodek Jan Hribik Sędziowie liniowi: Gleb Łazarow Aleksander Otmachow |
| Godzina: 15:00 | 18 min. kar                                                                                |                 | 8 min. kar            | Widzów: 2418 Sędzia główny: Pavel Hodek Jan Hribik Sędziowie liniowi: Gleb Łazarow Aleksander Otmachow |

| 15 grudnia 2017 | Czechy | 4:1 | Kanada | VTB Ice Palace, Moskwa |

| Szczegóły      | Szczegóły                                                                        | Szczegóły       | Szczegóły             | Szczegóły |
| -------------- | -------------------------------------------------------------------------------- | --------------- | --------------------- | --- |
| Godzina: 19:30 | M. Řepík (EQ) 39:30 V. Mozík (PP) 46:53 M. Erat (ENG) 59:28 M. Řepík (ENG) 59:56 | (0:0, 1:1, 3:0) | 31:42 (PP) M. Ellison | Widzów: 10093 Sędzia główny: Roman Gofman Konstantin Olenin Sędziowie liniowi: Nikita Szałagin Dmitry Sziszło |
| Godzina: 19:30 | 6 min. kar                                                                       |                 | 6 min. kar            | Widzów: 10093 Sędzia główny: Roman Gofman Konstantin Olenin Sędziowie liniowi: Nikita Szałagin Dmitry Sziszło |

| 16 grudnia 2017 | Korea Południowa | 1:5 | Szwecja | VTB Ice Palace, Moskwa |

| Szczegóły      | Szczegóły               | Szczegóły       | Szczegóły | Szczegóły                                                                                                |
| -------------- | ----------------------- | --------------- | --- | --- |
| Godzina: 13:00 | M. Testwuide (EQ) 20:42 | (0:0, 1:3, 0:2) | 23:39 (EQ) A. Bergström 25:11 (EQ) A. Lander 31:38 (EQ) P. Lindholm 49:07 (SH) D. Everberg 56:24 (PP) A. Engqvist | Widzów: 4064 Sędzia główny: Denis Naumow Jurij Oskirko Sędziowie liniowi: Palej Jakow Aleksander Sysujew |
| Godzina: 13:00 | 28 min. kar             |                 | 16 min. kar | Widzów: 4064 Sędzia główny: Denis Naumow Jurij Oskirko Sędziowie liniowi: Palej Jakow Aleksander Sysujew |

| 16 grudnia 2017 | Rosja | 2:0 | Kanada | VTB Ice Palace, Moskwa |

| Szczegóły      | Szczegóły                                        | Szczegóły       | Szczegóły   | Szczegóły                                                                                               |
| -------------- | ------------------------------------------------ | --------------- | ----------- | --- |
| Godzina: 17:00 | N. Niestierow (PP) 42:24 S. Płotnikow (EQ) 49:23 | (0:0, 0:0, 2:0) |             | Widzów: 12680 Sędzia główny: Pavel Hodek Jan Hribik Sędziowie liniowi: Gleb Łazarow Aleksander Otmachow |
| Godzina: 17:00 | 33 min. kar                                      |                 | 16 min. kar | Widzów: 12680 Sędzia główny: Pavel Hodek Jan Hribik Sędziowie liniowi: Gleb Łazarow Aleksander Otmachow |

| 17 grudnia 2017 | Szwecja | 1:4 | Czechy | VTB Ice Palace, Moskwa |

| Szczegóły      | Szczegóły               | Szczegóły       | Szczegóły                                                                           | Szczegóły |
| -------------- | ----------------------- | --------------- | ----------------------------------------------------------------------------------- | --- |
| Godzina: 13:00 | J. Lindström (PP) 40:39 | (0:2, 0:0, 1:2) | 12:18 (EQ) V. Mozík 15:55 (PP) M. Řepík 54:25 (EQ) M. Erat 57:56 (ENG) A. Nestrašil | Widzów: 8870 Sędzia główny: Roman Gofman Konstantin Olenin Sędziowie liniowi: Palej Jakow Aleksander Sysujew |
| Godzina: 13:00 | 31 min. kar             |                 | 16 min. kar                                                                         | Widzów: 8870 Sędzia główny: Roman Gofman Konstantin Olenin Sędziowie liniowi: Palej Jakow Aleksander Sysujew |

| 17 grudnia 2017 | Rosja | 3:0 | Finlandia | VTB Ice Palace, Moskwa |

| Szczegóły      | Szczegóły                                                               | Szczegóły       | Szczegóły  | Szczegóły                                                                                                   |
| -------------- | ----------------------------------------------------------------------- | --------------- | ---------- | --- |
| Godzina: 17:00 | S. Andronow (EQ) 08:06 M. Szałunow (EQ) 12:19 V. Niczuszkin (ENG) 59:43 | (2:0, 0:0, 1:0) |            | Widzów: 12481 Sędzia główny: Martin Fraňo Antonín Jeřábek Sędziowie liniowi: Nikita Szałagin Dmitry Sziszło |
| Godzina: 17:00 | 6 min. kar                                                              |                 | 4 min. kar | Widzów: 12481 Sędzia główny: Martin Fraňo Antonín Jeřábek Sędziowie liniowi: Nikita Szałagin Dmitry Sziszło |

## Klasyfikacja
| Poz. | Zespół           | M | Pkt | Z | WpD | PpD | P | G+ | G- | +/- |
| ---- | ---------------- | - | --- | - | --- | --- | - | -- | -- | --- |
| 1    | Rosja            | 3 | 9   | 3 | 0   | 0   | 0 | 8  | 1  | +7  |
| 2    | Czechy           | 3 | 8   | 2 | 1   | 0   | 0 | 11 | 4  | +7  |
| 3    | Finlandia        | 3 | 4   | 1 | 0   | 1   | 1 | 6  | 7  | -1  |
| 4    | Szwecja          | 3 | 3   | 1 | 0   | 0   | 2 | 7  | 8  | -1  |
| 5    | Kanada           | 3 | 3   | 1 | 0   | 0   | 2 | 5  | 8  | -3  |
| 6    | Korea Południowa | 3 | 0   | 0 | 0   | 0   | 3 | 4  | 13 | -9  |

## Wyróżnienia indywidualne
- Klasyfikacja kanadyjska:

Najlepsi zawodnicy na każdej pozycji wybrani przez dyrektoriat turnieju:
- Bramkarz:  Wasilij Koszeczkin
- Obrońca:  Vojtěch Mozík
- Napastnik:  Michal Řepík,  Martin Růžička